# Yécora, Spanien
Yécora (baskiska: Ekora, Iekora) är en kommun i Spanien.   Den ligger i provinsen Araba / Álava och regionen Baskien, i den norra delen av landet, 260 km norr om huvudstaden Madrid. Iekora / Yécora ligger 694 meter över havet och antalet invånare är 265 (2024).
Närmaste större samhälle är Logroño, 11,4 km söder om Iekora / Yécora. Trakten runt Iekora / Yécora består till största delen av jordbruksmark.